# 퀴리 부부
퀴리 부부(문화어: 큐리 부부)는 남편인 프랑스 출신의 물리학자 피에르 퀴리와 부인인 폴란드 출신의 화학자  마리 퀴리를 일컫는 말이다. 퀴리 부부는 방사선에 관한 연구를 하여 1903년에 공동으로 노벨 물리학상을 받았다.
- 피에르 퀴리(Pierre Curie, 1859년 5월 15일 ~ 1906년 4월 19일)
- 마리 퀴리(Maria Skłodowska-Curie, 1867년 11월 7일 ~ 1934년 7월 4일)